# Fala (rivière)
Pour les articles homonymes, voir Fala.
Le mot fala est un terme de géographie et d’hydrographie utilisée au Mali pour désigner des bras et défluents du Niger. Les falas sont localisées dans le delta intérieur. Il s’agit :
- soit d’un bras secondaire. C’est le cas de la fala de Boky Wéré, près de Macina ;
- soit d’un bras mort, sous la forme d’une diffluence. C’est le cas de la fala de Molodo, qui quitte le Niger au niveau du barrage hydraulique de Markala pour s’écouler vers le nord en direction de Niono.